# Atherurus
Az Atherurus az emlősök (Mammalia) osztályának a rágcsálók (Rodentia) rendjébe, ezen belül a gyalogsülfélék (Hystricidae) családjába tartozó nem.

## Rendszerezés
A nembe az alábbi 2 faj tartozik:
- afrikai bojtosfarkúsül (Atherurus africanus) Gray, 1842
- ázsiai bojtosfarkúsül (Atherurus macrourus) Linnaeus, 1758 – típusfaj